# De pruikenmaker
Tom Poes en de pruikenmaker of kortweg De pruikenmaker is 57ste verhaal uit de Bommelsaga, geschreven en getekend door Marten Toonder. Het verhaal verscheen voor het eerst op 6 november 1953 en liep tot 30 december van dat jaar. Thema: Alles zit in het haar.
Dit verhaal verscheen voor 1970 in enigszins andere vorm als stripverhaal in Revue. Het werd na 1970 ook uitgegeven als stripalbum door de Nederlandse Condensfabriek Friesland samen met het verhaal "Tom Poes en de Zwarte Vleer". Beide zijn geïllustreerd met kleurentekeningen.

## Samenvatting
Heer Bommel en de markies de Canteclaer hebben tijdens een etentje op kasteel Bommelstein een hooglopende discussie over wie het beste viool kan spelen, maar de markies wint dit met gemak. Bediende Joost dient een reizend musicus aan, Harewar, die een adembenemende voorstelling op viool weggeeft. Heer Harewar beaamt de stelling van heer Bommel dat muziek maken in het haar zit. Hij heeft een bijzondere pruik. Iedereen die deze draagt kan zo de mooiste muziek maken. Heer Bommel speelt met deze pruik een prachtig stuk viool. 
Heer Bommel wil die pruik natuurlijk meteen kopen, maar de pruikenmaker heeft iets veel beters, een pruik waarmee je de beste zanger wordt. Maar daar is een pluk haar van schilder Terpen Tijn voor nodig. De meester-schilder is in de nachtelijke uren doende zijn eigen kunstwerken in het Stedelijk Museum kapot te hakken, omdat journalist Argus daar gunstig over schreef. Hij smijt heer Bommel naar buiten. 
Geleidelijk weet Harewar steeds meer pruiken te verspreiden, en daarmee zijn invloed uit te breiden. Gelukkig weet Tom Poes het tij te doen keren, en rent de pruikenmaker het verhaal uit.